# ラッセロサウルス
ラッセロサウルス（学名: Russellosaurus）は、アメリカ合衆国テキサス州ダラスに分布する Collignoniceras woollgari ゾーンから産出した、約9200万年前（中期チューロニアン前期）の絶滅したモササウルス科爬虫類の属。タイプ種はラッセロサウルス・コヘニ (R. coheni)。
保存状態の良いホロタイプ標本の頭骨からはプリオプラテカルプス亜科に近い特徴が見受けられるが、祖先形質も数多く確認されており、系統解析の結果ティロサウルス亜科とプリオプラテカルプス亜科が枝分かれする以前の基盤的な分類群に位置付けられる。ティロサウルス亜科とプリオプラテカルプス亜科の共通祖先とその全ての子孫を含む分類群として、「ラッセロサウルス類」が提唱されている。ホロタイプ標本はモササウルス科の進化史を紐解く重要な標本として知られる。

## 発見と命名
ラッセロサウルスの頭骨化石はダラス古生物協会のマーク・コーヘンが1992年に北部中央テキサスの中部チューロニアン階下部で発見した。標本はカンプ・ランチ石灰岩の15センチメートル上に堆積したアルカディア・パーク頁岩から得られ、ダラス地域の他の産地ではカンプ・ランチ石灰岩層からも断片化石が産出した。なお頭部は大部分の要素が揃っている一方、頭骨から後方の部位の骨格は一切残っていない。
属名はモササウルス科爬虫類の形態と体系ならびに古生物学へ貢献する古生物学者デイル・ラッセル、種小名はホロタイプ標本を発見・贈与したマーク・コーヘンへの献名である。

## 形態
頭骨全体は小型で華奢。前頭骨は細く、長さと幅の比率は8:5である。上顎骨歯と歯骨歯はともに16本である。前上顎骨の後方は広く鈍く、背側から見ると前上顎骨と上顎骨の縫合線は斜めに走る。外翼状骨は華奢で、長方形に近く小さな目立つ翼状骨突起と細長い杖上の頬骨突起から構成される。前頭骨の凹状の始まりは外鼻孔により形成される。基後頭骨の底に位置する薄い中央の隔壁で孔は分断されて頭蓋底動脈の入り口となり、基後頭骨の腹側表面には多数の小さな穴が後方に位置して動脈の出口をなす。基蝶形骨の翼状突起は下方へ極端に伸びる。後眼窩前頭突起は華奢な構造である。松果腺の孔は頭頂の三角形の平坦部の中央に位置する。上後頭骨と頭頂骨の繋がる軟骨部は緩い。頭頂縁の中央には背腹側にV字型の窪みが存在する。

## 系統
頭頂部の平坦部が三角形であることや頭蓋底動脈が基後頭骨の底に進入すること、後眼窩前頭突起の側方に大きな孔が開いていることなどから、ラッセロサウルスはプリオプラテカルプス亜科と近縁であることが示唆されている。一方で、頭蓋底の動脈が2つの小さな孔を通って進入することや基後頭骨から腹側へ出ることといった特徴は、派生的なプリオプラテカルプス亜科とは異なる特徴である。さらに、前頭骨が狭い、歯の本数が多い、四肢が海洋生活に適応しきっていないプレシオペダルであることなど、基盤的モササウルス科に見られる特徴も多い。
2005年に行われた系統解析では3つの系統樹が作成され、そのうち系統が不安定であったのはクリダステスの基盤的な種のみであった。ラッセロサウルス・コヘニとヤグアラサウルス・コロンビアヌスおよびテティサウルス・ノプクサイは、どの解析結果においてもティロサウルス亜科とプリオプラテカルプス亜科を含む分類群の姉妹群（ラッセロサウルス類）に位置付けられ、これは1997年にベルが144の形質と41の分類群で行った系統解析結果を支持している。また、ラッセロサウルス類とプリオプラテカルプス亜科・ティロサウルス亜科を合わせた分類群は、トリエステのアイギアロサウルス類（後のコメンサウルス）とハリサウルスを合わせた分類群と姉妹群の関係にあった。また、両群にハアシアサウルスを加えた分類群はモササウルス亜科と姉妹群関係にあり、彼らとモササウルス亜科が枝分かれする前にアイギアロサウルス科が枝分かれしていた。これにより、クリダステス型の祖先がモササウルス亜科へ、プラテカルプス型の祖先がティロサウルス亜科とプリオプラテカルプス亜科の系統へ繋がったと考えられる。
なお最も近縁とされるヤグアラサウルス・コロンビアヌスはラッセロサウルスよりも3割ほど大型であるが、ラッセロサウルス・コヘニのホロタイプ標本は亜成体のものであるらしく、ラッセロサウルスがヤグアラサウルスの幼体である可能性もあった。記載論文では、ヤグアラサウルスの方が上顎骨歯・歯骨歯ともにラッセロサウルスのものより本数が少ないこと、前上顎骨がヤグアラサウルスよりもラッセロサウルスで鈍い形状をなすこと、ヤグアラサウルスの松果腺の孔が平坦部のより後方に位置することなどから、ラッセロサウルス・コヘニがヤグアラサウルス・コロンビアヌスとは別属別種であることが示されている。

## 日本において
日本では南メソジスト大学の所蔵するレプリカ標本が北海道勇払郡むかわ町の穂別博物館とのレプリカ交換で来日し、2016年に開催された特別展であるモササウルス展で国内初公開される運びとなった。